# Эо (река)
Эо (исп. Eo) — река на севере Испании. Длина реки — 99 км, а площадь водосборного бассейна — около 828 км². Берёт начало в муниципалитете Балейра, течёт на север, впадая в Бискайский залив у муниципалитета Рибадео. Ближе к устью по реке проходит граница между провинциями Галисия и Астурия. Популярна среди любителей рыбной ловли (водится сёмга).
Вся территория речного бассейна входит в образованный в 2007 году биосферный заповедник ЮНЕСКО Рио-Эо-Оскос-и-Террас-де-Бурон (исп. Río Eo, Oscos y Terras de Buron).